# Sonja Bata
Sonja Ingrid Bata, OC (* 8. November 1926 in Zürich, Schweiz; † 20. Februar 2018 in Toronto, Kanada) war eine schweizerisch-kanadische Philanthropin, Sammlerin und Museumsgründerin. Sie gründete das Bata Shoe Museum in Toronto und engagierte sich in zahlreichen beruflichen und philanthropischen Institutionen. Sie war jahrelang Mitglied des Verwaltungsrats der Tomáš-Baťa-Universität in Zlín.

## Leben und Werk

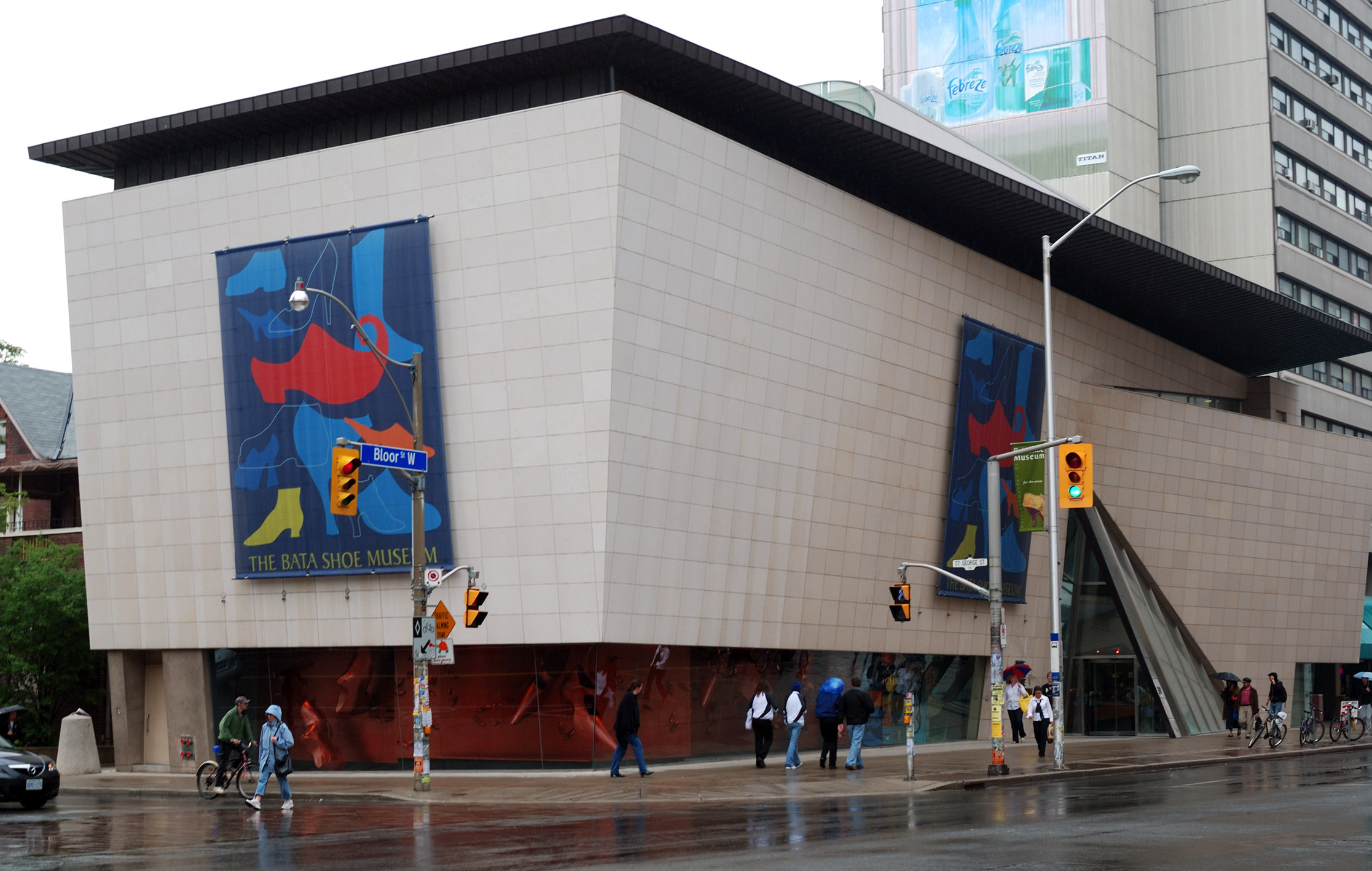
Bata Shoe Museum in Toronto, 2008

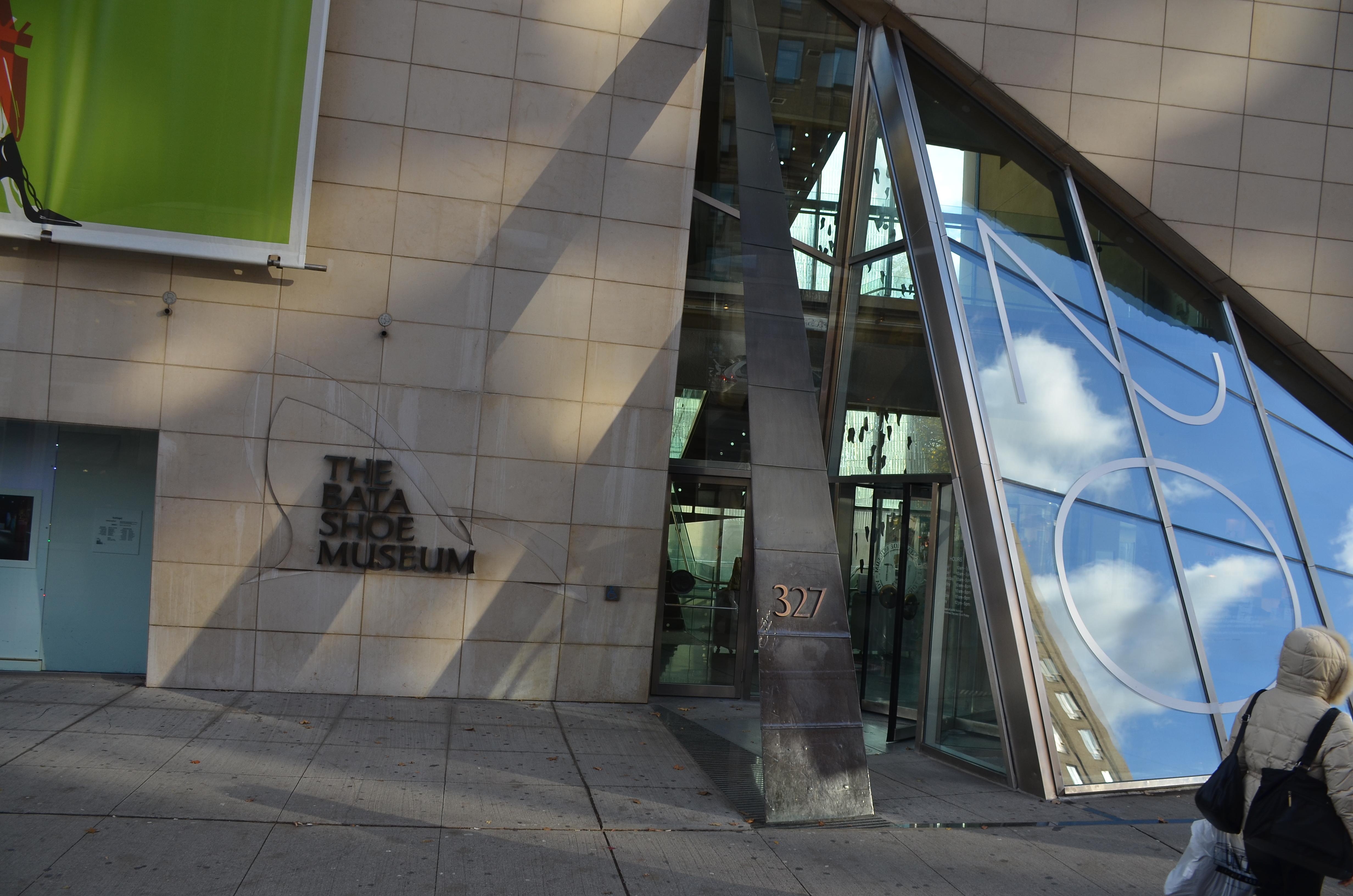
Eingang zum Bata Shoe Museum, 2015

Bata war die Tochter von Georg Adolf Wettstein und Kleopatra Suter. Sie studierte Architektur an der ETH Zürich, als sie Tomáš Jan Baťa (Thomas John Bata), den Sohn des tschechoslowakischen Schuhfabrikanten Tomáš Baťa, begegnete. Im Alter von 19 Jahren unterbrach sie ihr Architekturstudium und heiratete ihn.
Der Schuhkonzern Baťa aus dem mährischen Zlín unterhielt weltweit fortschrittliche Fabriken samt Arbeitersiedlungen und Gemeinschaftsbauten. 1946 zog Sonja Bata mit ihrem Ehemann nach Toronto, da er sein Heimatland wegen politischer Wirren und der Verstaatlichung des Unternehmens verlassen musste. Sie baute mit ihm das Unternehmen in Kanada mit einhundert, ebenfalls emigrierten Familien aus Zlín neu auf. Batawa war die erste von vielen Städten, die das Unternehmen rund um seine Fabriken errichtete.
Als Leiterin der Abteilung Produktentwicklung war sie bei Bata verantwortlich für das Design der Schuhkollektionen, die Architektur der Showrooms und Fabriken. Sie übernahm anfangs die Leitung eines der Londoner Geschäfte des Unternehmens und lernte jeden Aspekt des Geschäfts kennen. Lange vor anderen Einzelhändlern leitete sie die Bemühungen, Bata-Filialen weltweit zu standardisieren. Sie entwarf ein Standardgeschäft, das in Modulen geliefert und überall auf der Welt aufgebaut werden konnte.

## Sammlung und Museumsgründung
Sie begleitete ihren Ehemann auf Geschäftsreisen rund um die Welt. Dabei entwickelte sie eine Leidenschaft für das Sammeln seltener und traditioneller Schuhe. Auf ihren Reisen entdeckte sie einige Aspekte der lokalen Schuhentwicklung und entwickelte im Laufe der Jahre eine Faszination für Schuhe, ihre Geschichte und ihre Rolle in einer bestimmten Kultur. Dies führte zu einer einzigartigen Sammlung, bereichert durch Beispiele aus vielen Kulturen und Epochen. Als sie etwa 1.500 Paar Schuhe in ihrem Keller hatte, beschloss sie 1979 ein Museum zu gründen und stiftete die Bata Shoe Foundation als internationales kulturwissenschaftliches Zentrum für Schuhkunde.
1985 beauftragte sie den Architekten Raymond Moriyama mit dem Entwurf des Bata Shoe Museums in Toronto, um ihre umfangreiche Sammlung historischer und zeitgenössischer Schuhe unterzubringen und die Geschichte und Kultur der Menschheit anhand von Schuhen zu beleuchten. Sie ergänzte die Sammlung um mehrere tausend Schuhe, sodass bei der Eröffnung des Museums 1995 über 10.000 Stücke aus aller Welt und aus der gesamten Geschichte vorhanden waren. Ihre Faszination für Design und Geschichte führte zu einer Sammlung von mehr als 13.000 Artefakten, die 4.500 Jahre Geschichte dokumentieren.

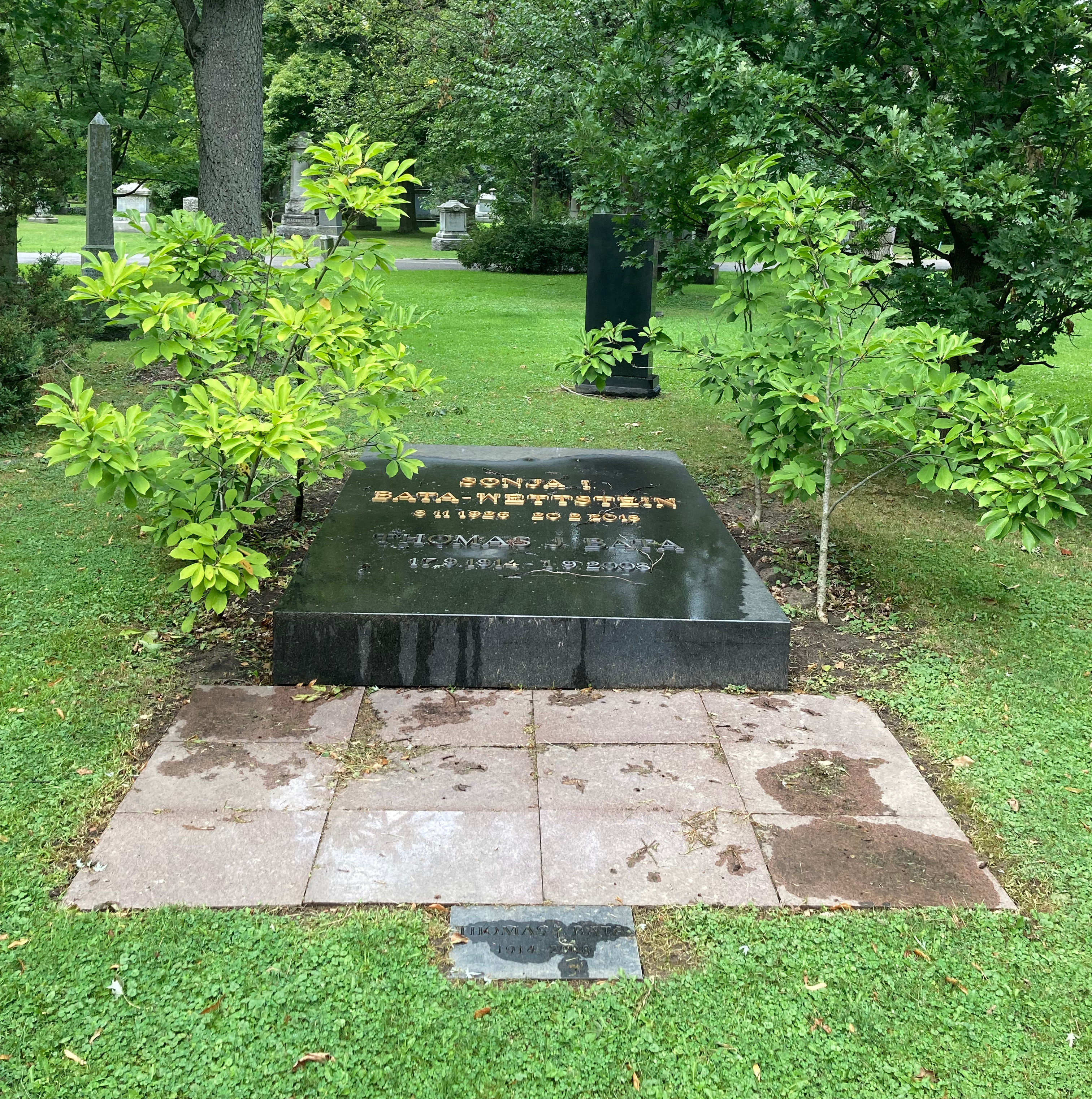
Gräber von Sonja Bata-Wettstein und Thomas J. Bata auf dem Mount Pleasant Cemetery in Toronto

Bata starb 2018 im Alter von 91 Jahren in Toronto.

## Philanthrophin
Bata war an der Gründung der Toronto French School beteiligt und leitete den National Design Council. Sie war als Direktorin von Alcan Aluminium Limited, CT Financial, der Canadian Commercial Corporation und der Canadian Chamber of Commerce tätig. Darüber hatte sie Führungspositionen beim World Wildlife Fund Canada, dem Council for Business and the Arts in Canada und Junior Achievement.
Als Vorstandsmitglied und Vorstandsvorsitzende halfen Batas Spendenaktionen, die Zukunft von WWF International und WWF Kanada zu sichern. Sie bestätigte Spenden von 35 Kanadiern an den 10-Millionen-Dollar-Stiftungsfonds des WWF International und leitete 1982 eine ähnliche Initiative für WWF Kanada, eine 1-Millionen-Dollar-Stiftung „200 Kanadier für die Tierwelt“. Die Stiftung förderte die Naturschutzarbeit des WWF mit Mitteln für die laufenden Kosten.
Aufgrund ihres besonderen Interesses an der Arktis richtete Bata 2016 an der University of Manitoba einen Stiftungsfonds mit einer ersten Spende von 150.000 US-Dollar ein. Der Zweck des Fonds und der damit verbundenen Stipendien besteht darin, die Arktisforschung im Zusammenhang mit der materiellen Kultur anzuregen und die Bedeutung, Traditionen und Werte zu dokumentieren, die sich bei der Herstellung, Interpretation, Bewahrung oder Geschichte der arktischen Kultur und des arktischen Erbes zeigen.

## Auszeichnungen und Ehrungen (Auswahl)
- 1983:Offizier des Order of Canada
- 1989: Canadian Forces' Decoration (CD) mit einer Spange für 24 Jahre Dienst als Ehrenkapitänin bei der Royal Canadian Navy von 1989 bis 2013[12][13]
- Preis der Canadian Business Hall of Fame
- Silbermedaille des Umweltprogramms der Vereinten Nationen
- Ehrendoktorwürde der Rechtswissenschaften, Carleton University[14]
- Ehrendoktorwürde der St. Francis Xavier University
- Ehrendoktorwürde der University of Manitoba
- Ehrendoktorwürde der Dalhousie University
- Ehrendoktorwürde der York University
- Ehrendoktorwürde der Mount Saint Vincent University
- Ehrendoktorwürde des Wilson College in Pennsylvania[15]